# Дейвид Брин
Глен Дейвид Брин (на английски: Glen David Brin) е американски писател на научна фантастика.

## Биография и творчество
Роден е в град Глендейл, щата Калифорния и е завършил астрономия в Калифорнийския технологичен институт. След своето завършване той остава да преподава в университета. По-късно работи като инженер в „Hughes Aircraft Co.“. В Калифорнийския университет защитава дисертация по специалност „Приложна физика“. Работи за развитието на информационните технологии в различни организации.
Неговата първа художествена публикация е романът „Потапяне в слънцето“ (Sundiver), който излиза от печат през 1980 г. Това е ромънът, който дава началото на Цикъла за ъплифта (The Uplift Series). Вторият роман от цикъла – „Звездна вълна се надига“ („Startide Rising“), е публикуван през 1983 г. и получава награди Хюго и Небюла, както и наградата на списание Локус. По-този начин е обявен за най-добър роман за годината. Третият роман от цикъла – „Войната на ъплифта“ (The Uplift War) (1987 г.) получава награда Хюго. С тази своя серия Дейвид Брин се превръща в един от най-известните писатели на научна фантастика през 1980-те години.
През 1985 г. е публикуван романа му „Пощальонът“ (The Postman), по който през 1997 г. излиза екранизация на Кевин Костнър. Друг известен негов роман е „Земя“ (Earth), в който земята бива разрушена, вследствие изкуственото създаване на черна дупка.
През 1990-те години Брин продължава цикъла за ъплифта с романите Brightness Reef (1995 г.), Infinity's Shore (1996 г.) и Heaven's Reach (1998 г.).

## Произведения

### Цикли

#### Цикъл за ъплифта
- Потапяне в слънцето (Sundiver)
- „Звездна вълна се надига“ (Startide Rising)
- „Войната на ъплифта“ (The Uplift War)

#### Цикъл „New Uplift Trilogy“ („Ъплифт“ – нова трилогия)
- Brightness Reef (Звездният риф)
- Infinity's Shore (Брегът на вечността)
- Heaven's Reach (Стълба към небето)

#### Две кратки истории от вселената на Ъплифта:
- Temptation (следва сбитията от „Брегът на вечността“; публ. в антологията на Робърт Силвърбърг All New Tales from the Greatest Worlds of Science Fiction и е достъпна свододно на уеб-страницата на писателя);
- Aficionado (предшества събитията от сагата; публ. под името Life in the Extreme в специално лимитирано издание на Popular Science Magazine, Aвгуст 1998 г; достъпна свододно на уеб-страницата на писателя).

#### Цикъл „Втора трилогия за фондацията“ (Second Foundation Trilogy)
- Foundation's Triumph
- Secret Foundations

### Романи
- Dr. Pak's Preschool
- Earth
- Glory Season
- Heart of the Comet (& Грегъри Бенфорд)
- „Килн хора“ (Kiln People)
- „Пощальонът“ (The Postman)
- „Практически ефект“ (The Practice Effect)

### Повести и разкази
- A Stage of Memory (& Даниел Брин)
- Afterword: Retrospective (& Грегъри Бенфорд)
- Ambiguity
- An Ever-Reddening Glow
- Bonding to Genji
- Bubbles
- Co-existence
- Cyclops
- Detritus Affected
- Dr. Pak's Preschool
- Fortitude
- Genji
- Ice Pilot
- Just a Hint
- Lungfish
- Myth Number 21
- NatuLife
- Paris Conquers All (& Грегъри Бенфорд)
- Peacekeeper
- Piecework
- Privacy
- Senses Three and Six
- Shhhh
- Tank-Farm Dynamo
- The Crystal Spheres
- The Diplomacy Guild
- The Fourth Vocation of George Gustaf
- The Giving Plague
- The Loom of Thessaly
- The Other Side of the Hill
- The Postman (Пощальонът)
- The River of Time
- The Secret of Life
- The Tides of Kithrup
- The Warm Space
- Thor Meets Captain America
- Those Eyes
- Toujours Voir
- What Continues, What Fails...